# هجمات واغادوغو 2018
في يوم 2 مارس 2018 قام ثمانية مسلحين على الأقل بشن هجوما على مواقع رئيسية في جميع أنحاء مدينة واغادوغو عاصمة بوركينا فاسو وشملت الأهداف السفارة الفرنسية ومقر جيش بوركينيا فاسو.

## خلفية
في أعقاب الحرب الأهلية الليبية عام 2011، زادت هجمات المتشددين بسبب التدفق الكبير للأسلحة والمقاتلين إلى المنطقة. واجهت مالي المجاورة صراعًا في أزواد هدد بتقسيم البلاد. منذ عام 2015، واجهت بوركينا فاسو هجمات عبر الحدود وغارات متفرقة في أراضيها، نتيجة لعدم الاستقرار والاضطرابات في الدول المجاورة. وقع هجومان كبيران في العاصمة واغادوغو في السنوات الأخيرة: في عام 2016، أسفرت الهجمات على فندق ومطعم عن مقتل 30 شخصًا، بمن فيهم أجانب؛ وفي عام 2017، أسفرت هجمات مماثلة عن مقتل 19 شخصًا، بمن فيهم أجانب. وقد نفذ كلا الهجومين تنظيم القاعدة في بلاد المغرب الإسلامي.
واجهت بوركينا فاسو أيضًا انتفاضةً عام ٢٠١٤، أدت إلى سقوط الرئيس بليز كومباوري في وقت لاحق من ذلك العام. بوركينا فاسو عضوٌ في شراكة مكافحة الإرهاب عبر الصحراء، والتزامها بنشر قوات حفظ سلام في مالي والسودان جعلها هدفًا للمتطرفين في المنطقة.

## منفذ الهجوم
في 3 مارس 2018 أعلنت جماعة نصرة الإسلام والمسلمين، وهي جماعة تابعة لتنظيم القاعدة في بلاد المغرب الإسلامي بقيادة إياد أغ غالي، مسؤوليتها عن الهجوم، ووصفته بالانتقام من غارة سابقة خلال عملية برخان من قبل الجيش الفرنسي في شمال مالي.

## ردود الفعل
دانت وزارة الخارجية السعودية الاعتداء، وأبدت تعازيها للضحايا، وأكدت رفض المملكة للإرهاب.